# Kunstoefening
Het gebouw de Kunstoefening is een voormalige tekenschool in de Nederlandse stad Arnhem. Het gebouw is gelegen aan de Gele Rijders Plein, ter hoogte van de Koepelkerk en voorheen tegenover de Willemskazerne. De voorgevel is in neoclassicistische stijl opgezet met grote schuiframen. Tussen de eerste en tweede verdieping is een gebeeldhouwd fries aanwezig. In 1846 is het gebouw in gebruik genomen door het Genootschap Kunstoefening dat in 1802 werd opgericht.